# Fran Ogrin
Fran Ogrin, slovenski pravnik, politik (okrajni glavar), publicist, turistični delavec, uradnik. * 25. januar 1880, Stara Vrhnika, † 6. november 1958, Ljubljana.

## Življenje in delo
Po končani gimnaziji v Ljubljani (1902) je na Dunaju študiral pravo in 1908 doktoriral. V začetku 1908 je vstopil v politično upravno službo pri deželni vladi v Ljubljani, služboval po eno leto v Ljubljani in Novem mestu in nato po 15 mesečni vojaški službi do konca vojne v Črnomlju. V novembru 1918 je bil imenovan za vodjo okrajnega glavarstva v Kočevju, bil od maja 1920 do junija 1921 pri Narodni oziroma Deželni vladi v Ljubljani, nato okrajni glavar v Kočevju, od septembra 1923 okrajni glavar v Kamniku, od septembra 1931 pa okrajni načelnik v Kranju. Povsod kjer je služboval se je zavzemal za gospodarske potrebe okrajev. V Kočevju je reorganiziral svoj urad po novih državno političnih potrebah, skrbel za pravilno slovensko označbo krajev, spodbujal ustanovitev raznih društev, se zavzemal za gradnjo ubožnice in hiralnice v Kočevju, Ribnici in Velikih Laščah. V Kamniku je poživil akcijo za zgraditev ceste v Kamniško Bistrico. Tu in v Kranju je delal za oživljenje turizma in o tem pisal članke v Planinskem vestniku in razne brošure. 